# Yemen del Norte en los Juegos Olímpicos de Los Ángeles 1984
Yemen del Norte estuvo representado en los Juegos Olímpicos de Los Ángeles 1984 por dos deportistas masculinos que compitieron en atletismo.
El equipo olímpico no obtuvo ninguna medalla en estos Juegos.